# Writers Guild of America Awards
 (novembre 2024).
Les Writers Guild of America Awards (WGA Awards) sont des récompenses de cinéma américaines décernées aux scénaristes du cinéma et de la télévision membres de la Writers Guild of America.
Ils font partie des Guild Awards. La principale différence avec les autres cérémonies du genre est que seuls les scénaristes inscrits dans la guilde ou ayant signée la convention de travail (Minimum Basic Agreement) sont éligibles aux récompenses.
Les cérémonies sont organisées tous les ans depuis 1949, à Los Angeles en Californie.

## Catégories de récompenses
Cinéma
- Meilleur scénario original
- Meilleur scénario adapté
- Meilleur scénario de film documentaire

Télévision
- Meilleur scénario pour une série télévisée dramatique
- Meilleur scénario pour une série télévisée comique
- Meilleur scénario pour une nouvelle série télévisée
- Meilleur scénario pour un épisode dramatique
- Meilleur scénario pour un épisode comique
- Meilleur scénario original pour une mini-série ou un téléfilm
- Meilleur scénario adapté pour une mini-série ou un téléfilm
- Meilleur scénario pour une série télévisée d'animation
- Meilleur scénario pour une série de variété

## Palmarès
Meilleur scénario original
- 2000 : American Beauty – Alan Ball
- 2001 : Tu peux compter sur moi – Kenneth Lonergan
- 2002 : Gosford Park – Julian Fellowes
- 2003 : Bowling for Columbine – Michael Moore
- 2004 : Lost in Translation – Sofia Coppola
- 2005 : Eternal Sunshine of the Spotless Mind – Charlie Kaufman, Michel Gondry, et Pierre Bismuth
- 2006 : Collision – Paul Haggis et Bobby Moresco
- 2007 : Little Miss Sunshine – Michael Arndt
- 2008 : Juno – Diablo Cody
- 2009 : Harvey Milk – Dustin Lance Black
- 2010 : Démineurs – Mark Boal
- 2011 : Inception – Christopher Nolan
- 2012 : Minuit à Paris – Woody Allen
- 2013 : Zero Dark Thirty – Mark Boal
- 2014 : Her – Spike Jonze
- 2015 : The Grand Budapest Hotel – Wes Anderson et Hugo Guinness
- 2016 : Spotlight – Tom McCarthy et Josh Singer
- 2017 : Moonlight – Barry Jenkins et Tarell Alvin McCraney
- 2018 : Get Out – Jordan Peele
- 2019 : Eighth Grade – Bo Burnham
- 2020 : Parasite - Bong Joon-ho et Han Jin-won

Meilleur scénario adapté
- 2000 : L'Arriviste – Alexander Payne et Jim Taylor
- 2001 : Traffic – Stephen Gaghan
- 2002 : Un homme d'exception – Akiva Goldsman
- 2003 : The Hours – David Hare
- 2004 : American Splendor – Shari Springer Berman et Robert Pulcini
- 2005 : Sideways – Alexander Payne et Jim Taylor
- 2006 : Le Secret de Brokeback Mountain – Larry McMurty et Diana Ossana
- 2007 : Les Infiltrés – William Monahan
- 2008 : No Country for Old Men – Joel et Ethan Coen
- 2009 : Slumdog Millionaire – Simon Beaufoy
- 2010 : In the Air – Jason Reitman
- 2011 : The Social Network – Aaron Sorkin
- 2012 : The Descendants – Alexander Payne, Nat Faxon et Jim Rash
- 2013 : Argo – Chris Terrio
- 2014 : Capitaine Phillips – Billy Ray
- 2015 : Imitation Game – Graham Moore
- 2016 : The Big Short : Le Casse du siècle – Adam McKay et Charles Randolph
- 2017 : Premier contact – Eric Heisserer

Meilleur scénario pour une série télévisée dramatique
- 2006 : Lost : Les Disparus
- 2007 : Les Soprano
- 2008 : Sur écoute
- 2009 : Mad Men
- 2010 : Mad Men
- 2011 : Mad Men
- 2012 : Breaking Bad
- 2013 : Breaking Bad
- 2014 : Breaking Bad
- 2015 : True Detective
- 2016 : Mad Men
- 2017 : The Americans
- 2018 : La Servante Écarlate
- 2019 : The Americans
- 2020 : Succession